# Trichotropis alba
Trichotropis alba är en snäckart som först beskrevs av Bouchet och Waren 1985.  Trichotropis alba ingår i släktet Trichotropis och familjen toppmössor. Inga underarter finns listade i Catalogue of Life.